# Maurici Alberni
Maurici Alberni (Manresa, ca. 1812 - Manresa, ca. 1870) fou un organista català que exercí, al llarg de la seva vida, a diferents localitats espanyoles.
De petit ingressà a l'Escolania de Montserrat, on va poder gaudir d'un aprenentatge musical per part del pare Jacinto Boada Casanovas. Amb setze anys, va ser enviat com a organista al monestir de San Millán de la Cogolla. Allà fou on rebé l'hàbit i, amb més concreció, el prengué el 20 de febrer de 1828 i un any més tard començà a professar. Va exercir com a organista al monestir fins que el govern de Mendizábal obligà a Alberni a abandonar el seu lloc, donada la exclaustració general dels religiosos. Després estigué vuit anys exercint d'organista a Granollers on acabà passant un temps a Barcelona.
Els seus últims anys, Alberni treballà com a organista a la localitat riojana de Casalarreina (1858). Posteriorment,l'any 1862, s'establí com a capellà de les clarises en Ciempozuelos (Madrid).